# Strengbergs tobaksfabrik

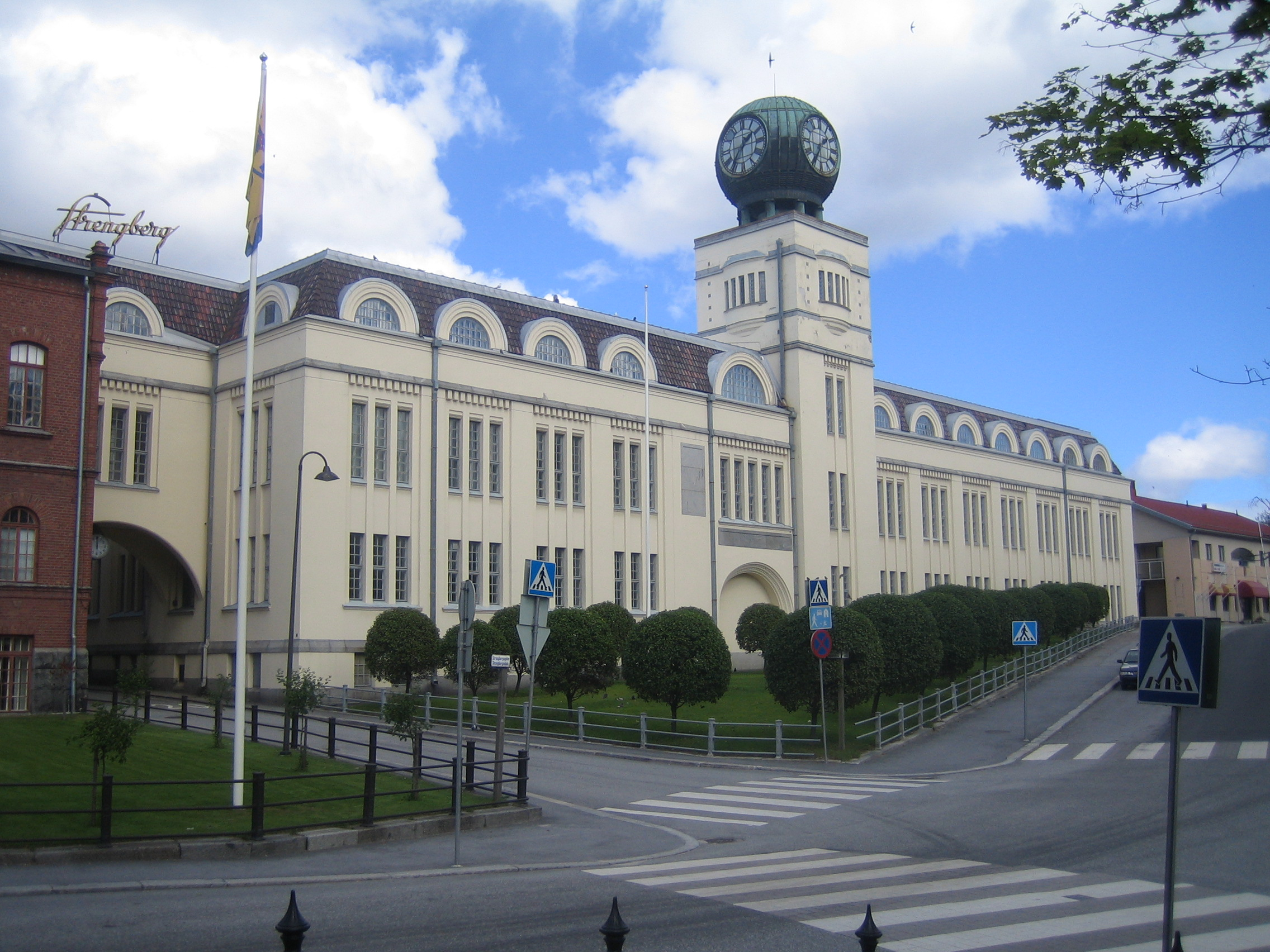
En del av Strengbergs gamla industriområde i Jakobstad i Österbotten

Strengbergs tobaksfabrik, officiellt Ab Ph. U. Strengberg & C:o Oy, var ett finländskt tobaksföretag. Det grundades 1762 i Jakobstad i Österbotten i Finland och ombildades till aktiebolag 1881.
Fabriksbyggnaden tillbyggdes 1851, och elektrifierades 1889. Råvaran odlades i Jakobstad ända till slutet av 1860-talet. Företaget blev mot slutet av 1800-talet Jakobstads största arbetsgivare.
Under 1920-talet var Strengbergs tobaksfabrik den största tobaksfabriken i Norden och hade omkring 1 300 anställda. Företaget grundade en ny fabrik i Härnösand 1903, vilken dock tvångsinlöstes 1915 av AB Svenska Tobaksmonopolet i samband med förstatligandet av all tobaksproduktion i Sverige. När filialen i Härnösand slutligen år 1917 avvecklades, kunde man redovisa ett överskott på runt 1 200 000 finska mark. Framgången i Sverige gjorde att man startade filialer i Oslo 1912 och i Köpenhamn 1912, men dessa fabriker lades snabbt ner på grund av olönsamhet.
År 1919 köpte Strengberg tobaksföretaget H. Borgström Jr Tobaksfabriks Ab, vars fabrik låg vid Norra kajen i Helsingfors. Det lades ned 1928. År 1976 gick Strengbergs tobaksfabrik Upp i Ab Rettig. Under 1990-talet köptes företaget av R. J. Reynolds, som i sin tur sålde fabriken vidare till Swedish Match. År 1998 lades företaget ned.